# Спектър (филм)
Вижте пояснителната страница за други значения на Спектър.
„Спектър“ (на английски: Spectre) е двадесет и четвъртият филм от поредицата за Джеймс Бонд и четвъртият с Даниел Крейг в ролята на легендарния агент 007.

## Сюжет
Внимание:  Текстът по-долу разкрива сюжета на произведението (или части от него)!
След трагичната смърт на „М“, Джеймс Бонд получава посмъртно видеописмо от нея, в което „М“ му предлага да убие Марко Скяра и „да отиде на погребението му“. Пристигайки в Мексико, агент 007 изпълнява последната задачата на „M“ и изведнъж открива следа от някаква всемогъща организация, срещу чиито отделни представители (Льошифър, Доминик Грийн, Раул Силва) Бонд води битки през последните години. Резултатите на разследването отвеждат агент 007 в Рим, където той ще си припомни привидно забравеното си минало си и ще започне борба срещу организацията СПЕКТЪР.
В същото време МИ-6 е подложен на масирана атака от политиците. Макс Денби, ръководителят на службата за национална безопасност и съвместно разузнаване на Великобритания, иска закриването на МИ-6 и премахването на отдела агенти „00“. Според Денби МИ-6 е анахронизъм и разузнавателни функции могат да се изпълняват от глобална система за електронно наблюдение. Новият шеф на МИ-6 Гарет Малъри е енергично против опитите за разпускане на службата му, като подозира пряк интерес от дейността на Денби. Скоро, благодарение на разследването на Бонд, става ясно, че зад всичко това стои Ернст Ставро Блофелд – лидер на всемогъщия СПЕКТЪР, един от най-опасните престъпници в света. И разбира се само най-добрият агент на МИ-6 Джеймс Бонд може да спре престъпния гений…

## Актьорски състав
| Актьор            | Роля |
| ----------------- | --- |
| Даниел Крейг      | Джеймс Бонд                                                                                              |
| Кристоф Валц      | Франц Оберхаузер / Ернст Ставро Блофелд, лидер на СПЕКТЪР                                                |
| Ралф Файнс        | Гарет Малъри, „М“, шеф на МИ-6                                                                           |
| Наоми Харис       | Ив Мънипени, секретарка на „М“                                                                           |
| Бен Уишоу         | „Q“, началник на техническия отдел на МИ-6                                                               |
| Рори Киниър       | Бил Танер, заместник на „М“                                                                              |
| Леа Сейду         | Мадлин Суон, психоложка, работеща в частна клиника в Алпите, дъщеря на г-н Уайт                          |
| Йеспер Кристенсен | г-н Уайт, представител на престъпна организация „Квант“, която е подразделение на СПЕКТЪР                |
| Моника Белучи     | Лусия Скяра, вдовицата на Марко Скяра                                                                    |
| Алесандро Кремона | Марко Скяра, терорист, един от лидерите на СПЕКТЪР                                                       |
| Андрю Скот        | Макс Денби, „С“, представител на британското правителство, ръководител на служба съвместното разузнаване |
| Дейв Батиста      | м-р Хинкс, наемен убиец и един от лидерите на СПЕКТЪР                                                    |

## Музика на филма
Саундтракът отново е на Томас Нюман, който е работил заедно с режисьора Сам Мендес в предишния филм на „бондиана“ – „007 Координати: Скайфол“. „Заглавната песен“ („Writing's on the Wall“) е изпълнена от популярния британски певец Сам Смит. Песента получава смесени отзиви от критиците, защото постоянно е сравнявана със „Skyfall“ на Адел и често сравнението не е в полза на „Writing's on the Wall“. Въпреки това в британските класации UK Singles Chart „заглавната песен“ печели първо място.

## Интересни факти
- През ноември 2013 г. компанията „MGM“ окончателно придобива по съдебен път авторските права върху името на „СПЕКТЪР“.
- Заснемането се провежда в Рим, Лондон, Мароко – Танжер и Ерфуд, Австрия и Мексико, като в Мексико снимките продължават най-много. Това се дължи на факта, че създателите на филма са надхвърлили планирания бюджет и правителството на Мексико се е съгласило на частично финансиране на проекта.
- На възраст от 50 години Моника Белучи е най-възрастната актриса, която играе ролята на „момиче на Джеймс Бонд“.
- По време на снимките в Рим, създателите на филма дълго преговарят с градските власти за разрешение да се снима по улиците. Градските власти се опасяват, че по време на снимане на сцените на преследването с колите могат да бъдат повредени исторически сгради и други паметници.
- Йеспер Кристенсен („м-р Уайт“), който в окончателната версия на филма „Спектър на утехата“ режисьорът решава „да не го убива“, се появява отново в „бондиана“.
- По време на снимките в Алпите Даниел Крейг сериозно наранява коляното си, така че продукцията на филма е спряна за известно време.
- СПЕКТЪР се превръща в най-дългия филм на „бондиана“ – 148 минути. Предишният „рекорд“ е на филма „Казино Роял“ – 144 минути.
- Името на всемогъщата престъпна организация СПЕКТЪР (на английски – SPECTRE) е абревиатура: Special Executive for Counter-intelligence, Terrorism, Revenge and Extortion (Специален комитет за контраразузнаване, тероризъм, отмъщение и изнудване).
- През ноември 2014 г. компанията „Sony Pictures Entertainment“ е нападната от хакери и оригиналната версия на сценария на филма е разкрита. За да се запази интригата на филма, сценаристите са принудени да променят значително сюжета на бъдещия филм.
- От 1989 г. всеки нов филм на „бондиана“ се снима от нов режисьор. Сам Мендес става режисьора на „бондиана“, който снима два филма подред.
- Новата „кола на Бонд“ е Aston Martin DB10, а „колата на злодея“ – Jaguar C-X75.
- Главозамайващите каскади с хеликоптера „MBB Bo 105“ (хеликоптер на известната немска компания Messerschmitt-Bölkow-Blohm) в началото на филма са осъществени от пилота Чарлз „Чък“ Аарон. По време на снимките той е 66 години! Той е един от тримата пилоти в света, които имат международен лиценз за извършване на висш пилотаж с хеликоптер.
- На снимките на фестивала „Ден на мъртвите“ в Мексико Сити, присъстват около 1500 статисти, използвани са 10 парчета от гигантски скелети и 250 хил. хартиени цветя.

## Награди и номинации
| Категория                         | Номиниран(и)                | Резултат                    |
| Оскар (28 февруари 2016 г.)       | Оскар (28 февруари 2016 г.) | Оскар (28 февруари 2016 г.) |
| --------------------------------- | --------------------------- | --------------------------- |
| Най-добра оригинална песен        | „Writing's on the Wall“     | награда                     |
| Златен глобус (10 януари 2016 г.) |                             |                             |
| Най-добра оригинална песен        | „Writing's on the Wall“     | награда                     |
| Сателит (21 февруари 2016 г.)     |                             |                             |
| Най-добри декори                  | Най-добри декори            | номинация                   |
| Най-добър звук                    | Най-добър звук              | номинация                   |
| Най-добри визуални ефекти         | Най-добри визуални ефекти   | номинация                   |
| Най-добра кинематография          | Хойте ван Хойтема           | номинация                   |
| Най-добър филмов монтаж           | Лий Смит                    | номинация                   |
| Най-добра филмова музика          | Томас Нюман                 | номинация                   |
| Най-добра оригинална песен        | „Writing's on the Wall“     | номинация                   |
| Емпайър (20 март 2016 г.)         |                             |                             |
| Най-добър британски филм          | Най-добър британски филм    | награда                     |
| Най-добър трилър филм             | Най-добър трилър филм       | награда                     |